# Rejon kielmski
Rejon kielmski (lit. Kelmės rajono savivaldybė) – rejon w północno-zachodniej Litwie.
Według danych z 1999 roku 58% powierzchni zajmowały użytki rolne, 26% rejonu pokrywały lasy, wody zajmowały  2,35% powierzchni rejonu, a obszary zamieszkania - 1,94%.